# Amphinecta pila
Amphinecta pila är en spindelart som beskrevs av Forster och Wilton 1973. Amphinecta pila ingår i släktet Amphinecta och familjen Amphinectidae. Inga underarter finns listade i Catalogue of Life.